# LIVE! オデッセイ
『LIVE! オデッセイ』（らいぶ! おでっせい）は、狩撫麻礼の原作を谷口ジローが作画した日本の漫画作品である。

## 概説
谷口ジローは、同時期に発表した作品群で、思い入れの深い作品の一つだと語っている。

## あらすじ
バンドのフロントマンが、辣腕プロデューサーに見出され、メジャーの頂点へと昇り詰める。

## 初出
平凡出版の『平凡パンチ』1981年1月5日号から1982年11月9日号まで連載された。

## 単行本
日本語
- 『LIVE! オデッセイ』 1巻、双葉社〈アクションコミックス〉、1982年9月17日。[3]
- 『LIVE! オデッセイ』 2巻、双葉社〈アクションコミックス〉、1982年10月18日。[4]
- 『LIVE! オデッセイ』 3巻、双葉社〈アクションコミックス〉、1982年11月18日。[5]
- 『LIVE! オデッセイ』 sideA、双葉社〈アクションコミックスデラックス〉、1987年3月28日。[6]
- 『LIVE! オデッセイ』 sideB、双葉社〈アクションコミックスデラックス〉、1987年4月。ISBN 4-575-81357-5。[7]
- 『LIVE! オデッセイ』 上、双葉社〈双葉文庫名作シリーズ〉、1998年9月。ISBN 4-575-72127-1。[8]
- 『LIVE! オデッセイ』 下、双葉社〈双葉文庫名作シリーズ〉、1998年9月。ISBN 4-575-72128-X。[9]

## 脚註